# Tetreres superbus
Tetreres superbus är en ringmaskart som först beskrevs av Maurice Caullery 1944.  Tetreres superbus ingår i släktet Tetreres och familjen Sabellariidae. Inga underarter finns listade i Catalogue of Life.